# Gretna (Nebraska)
Gretna je grad u američkoj saveznoj državi Nebraska. Prema popisu stanovništva iz 2010. u njemu je živjelo 4,441 stanovnika.